# Gerald P. Carr
Gerald Paul Carr (* 22. August 1932 in Denver, Colorado; † 26. August 2020 in Albany, New York) war ein amerikanischer Astronaut.

## Leben

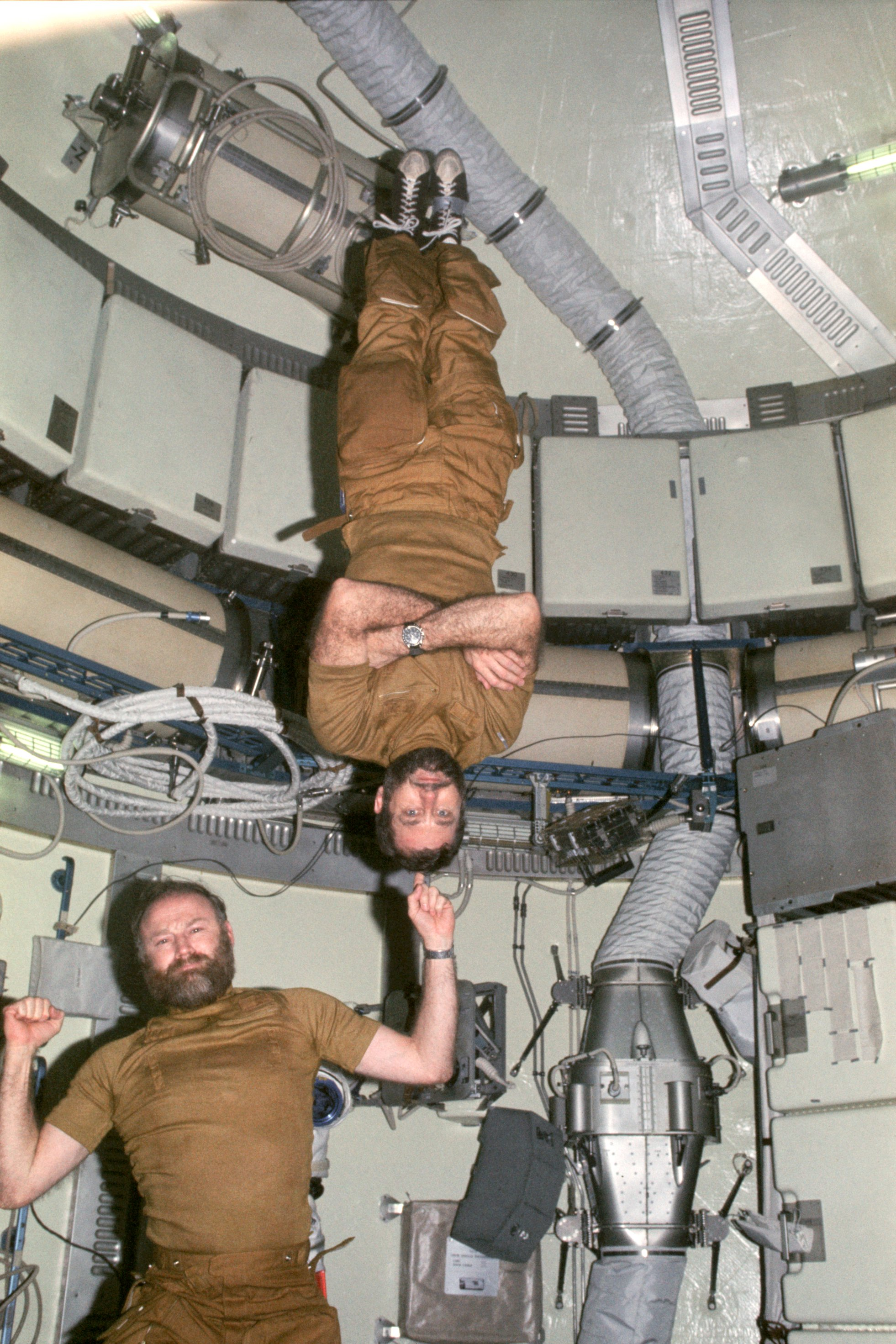
Bill Pogue (oben) und Gerald Carr während der Skylab-4-Mission

Carr wurde im Bundesstaat Colorado geboren, wuchs jedoch in Santa Ana in Südkalifornien auf. Er besuchte die Santa Ana High School, an der er unter anderem als Präsident der Honor Society fungierte und im Football-Team der Schule spielte; überdies war er Mitglied bei der Pfadfinderorganisation Boy Scouts of America und erlangte dort die höchste Stufe des Eagle Scout. Nach dem Abschluss der High School begann er 1950 ein Studium an der University of Southern California und erhielt 1954 sein Ingenieursdiplom in Maschinenbau.
An der University of Southern California war Carr Mitglied des Navy Reserve Officer Training Corps und trat nach seinem Abschluss 1954 in das United States Marine Corps ein. Er absolvierte zunächst den Offizierslehrgang The Basic School an der Marine Corps Base Quantico in Virginia, wurde in weiterer Folge in Florida und Texas zum Militärpiloten ausgebildet und diente von 1962 bis 1965 in der Marine Fighter Attack Squadron 122 (VMFA-122) als Pilot einer F-8 „Crusader“. Unter anderem war Carr mit seiner Einheit auf dem Flugzeugträger Independence stationiert, von 1965 bis zu seinem Wechsel zur NASA war er Testdirektor der Marine Air Control Squadron 3.
Neben seinem Militärdienst studierte Carr Luft- und Raumfahrttechnik an der Naval Postgraduate School, er erlangte dort 1961 den Bachelor of Science und in weiterer Folge 1962 den Master of Science an der Princeton University in New Jersey.

## NASA-Tätigkeit
Carr kam mit der fünften Astronautengruppe im Jahr 1966 zur US-Raumfahrtbehörde. Zusammen mit 18 anderen Kandidaten wurde er im April der Öffentlichkeit vorgestellt. Zunächst gehörte er den Unterstützungsmannschaften von Apollo 8 (1968) und Apollo 12 (1969) an. Außerdem war er an der Entwicklung des Mondautos beteiligt, das bei den letzten drei Apollo-Flügen 1971/72 zum Einsatz kam.
Am 19. Januar 1972 gab die NASA die Besatzungen für die drei Flüge zur Raumstation Skylab bekannt. Carr wurde dabei als Kommandant der dritten Besatzung (Skylab 4) nominiert. Ungewöhnlich dabei war, dass Carr schon bei seinem ersten Flug ein Kommando übertragen wurde. Diese Auszeichnung war letztmals 1966 Neil Armstrong bei Gemini 8 zuteilgeworden.
Zusammen mit Pilot Bill Pogue und Edward Gibson, der offiziell die wissenschaftliche Nutzlast betreute, bildete Carr die letzte Besatzung der ersten amerikanischen Raumstation. Die drei Astronauten begannen im November 1973 ihre Mission, die drei Monate dauerte. Eine der Hauptaufgaben war die Beobachtung des neuentdeckten Kometen Kohoutek. Daneben standen die Sonnenforschung, Raumfahrtmedizin und Erderkundung auf dem dicht gepackten Arbeitsprogramm. Von den vier Außenbordarbeiten war Carr an drei beteiligt: Ende Dezember verließ er zunächst mit Pogue und vier Tage später mit Gibson die Station. Nur fünf Tage vor der Landung stieg er noch einmal für fünfeinhalb Stunden mit Gibson aus. Als Carr und seine zwei Kameraden Anfang Februar 1974 zur Erde zurückkehrten, hatten sie mit 84 Tagen einen neuen Langzeitrekord aufgestellt, der erst 1978 von der Besatzung von Saljut 6 gebrochen wurde.

## Spätere Zeit
Carr wurde im Sommer 1977 zum Leiter der Konstruktionsunterstützungsgruppe innerhalb des Astronautenbüros ernannt. Diese war für die Unterstützung der Besatzungen bei Entwicklung und Konstruktion von Raumtransportsystemen, Simulationen, Tests und Sicherheitsbewertungen sowie der Entwicklung von  Anforderungen für die Schnittstelle zwischen Mensch und Maschine verantwortlich. Gerald P. Carr trat im September 1975 aus dem United States Marine Corps und im Juni 1977 aus der NASA aus.
Ab 1977 war Carr für vier Jahre als Senior Vice President beim Ingenieurbüro Bovay Engineers Inc. in Houston tätig. Dem folgten zwei Jahre als
Senior Consultant in einem Spezialstab beim CEO von Applied Research Inc. mit Sitz in Los Angeles, Kalifornien. Ab 1983 war Carr zwei Jahre als Manager für das 300-Zoll-Teleskopprojekt der Universität von Texas tätig.
1984 gründete Carr zusammen mit seiner Frau, Patricia Musick, seine eigene Firma CAMUS Inc. Das Unternehmen bot technischen Support in den Bereichen Zero-G-Human-Factors-Engineering, Verfahrensentwicklung, Betriebsanalyse, Schulung und Systemintegration an. Seine Firma leistete einen wichtigen Beitrag als Subunternehmer bei Boeing Company zum Entwurf von Besatzungssystemen für die Internationale Raumstation.

## Ehrungen
- Robert J. Collier Trophy (1973)
- NASA Distinguished Service Medal (1974)
- Robert H. Goddard Memorial Trophy (1975)[1]